# Manuel Chaves Rey
Manuel Chaves Rey (Sevilla, 31 de agosto de 1870-ibídem, 7 de noviembre de 1914) fue un periodista, cronista y escritor español.

## Biografía
Su padre fue el pintor José Chaves Ortiz, que contrajo matrimonio con María Dolores del Rey Piñal el 2 de junio de 1864.
Nació el 31 de agosto de 1870 en Sevilla y fue bautizado en la Iglesia de San Lorenzo con el nombre de Manuel del Gran Poder, Ramón Nicolás, José y María de los Dolores y del Carmen de la Santísima Trinidad.
Durante su infancia y primera juventud vivió con su familia en el número 16 de la calle Santa Ana y en el número 6 de la calle Hombre de Piedra. Posteriormente, la familia se mudó a las calles Bustos Tavera, Quinta de la Florida e Industria.
Estudió en el Colegio de Primera y Segunda Enseñanza de San Lorenzo. En 1886 entró como alumno en la Academia de Bellas Artes de Sevilla, donde permaneció hasta 1891.
Manuel contrajo matrimonio con Pilar Nogales y Nogales, hermana del conocido periodista y escritor José Nogales, el 23 de marzo de 1894 en la Iglesia de San Juan de la Palma.
Tras casarse, ambos se instalaron en la calle Dueñas. De ahí pasaron luego a vivir en: Pasaje Zamora, 3; Leonor Dávalos, 5; Aposentadores, 3; Harinas, 4; y Joaquín Guichot; 14. En 1910 consta que vivían en Tintores, 14.
El matrimonio tuvo cinco hijos: Elisa, nacida en 1896 y fallecida a los tres años; el conocido periodista Manuel Chaves Nogales, nacido en 1897 y fallecido en 1944; José, fallecido en 1954; Juan Arcadio, fallecido en 1961; y Leonor.
A finales del siglo XIX, Manuel colaboró esporádicamente en veintidós publicaciones sevillanas, entre las que estaban: El Porvenir, El Posibilista, El Progreso, El Cronista, El Ave María, El Cometa, La Fiesta Nacional, El Mundo Obrero, El Comercio de Andalucía, El Diablo Cojuelo, El Arte Andaluz, El Indispensable, El Arte Taurino, El Correo de Sevilla, La Biografía Ilustrada, Serio y Broma, Arte Fotográfico, Mari Clara, El Orden, La Andalucía y La Exposición.
También fue colaborador en publicaciones de Madrid como La Lidia y Mundo Naval Ilustrado.
Asistía con frecuencia al Ateneo de Sevilla y participaba en los Juegos Florales que este organizaba. Manuel obtuvo premios en los Juegos Florales de 1900, 1902, 1903, 1905 y 1906.
En 1898 fue nombrado académico de número de la Real Academia Sevillana de Buenas Letras. Asistía a las reuniones de esta corporación y llegó a ser secretario segundo de la misma.
También fue miembro de la Real Academia de la Historia. Tuvo, como cargos honoríficos, los de académico numerario de la Real Academia de Ciencias, Bellas Letras y Nobles Artes de Córdoba y de la Real Academia Hispano Americana de Ciencias, Artes y Letras de Cádiz.
Fue autor, entre otras obras, de Páginas sevillanas (1894), Historia y bibliografía de la prensa sevillana (1896), Sevilla en la guerra de África (1859-1860): cuadros de hace medio siglo (1910) y Cosas nuevas y viejas (1904). También escribió una biografía de Mariano José de Larra.
El 6 de enero de 1901 se fundó en Sevilla el periódico El Liberal. Pocos meses después de su fundación, Manuel comenzó a colaborar en él. Fue redactor jefe de este periódico hacia 1903 al tiempo que su cuñado José Nogales se ocupaba de la dirección.
Su periodismo, de corte decimonónico, se centró en acontecimientos históricos vinculados con Sevilla. Fueron de especial interés para él la invasión francesa, el Trienio Liberal, la etapa absolutista de Fernando VII y la guerra de África. Buscaba información en archivos públicos sevillanos, en el de la Academia Sevillana de Buenas Letras, en el del duque de T'Serclaes y en el del marqués de Jerez de los Caballeros.
En enero de 1906 se estrenó en el Teatro Cervantes de Sevilla su zarzuela Los palomos, con mucho éxito. En diciembre de ese mismo año estrenó en este teatro su zarzuela ¡Vivan las caenas!, que también fue un éxito. Esta última trata sobre los hechos acontecidos en Sevilla antes del fin del Trienio Liberal en 1823.
El 4 de febrero de 1909 se inició en la masonería en la logia Germinal, número 306 de los Valles de Sevilla, con el nombre de Florián Artieda.
En 1914 fue nombrado presidente de la Asociación de la Prensa de Sevilla.
Falleció en noviembre de 1914.